# Sombras en fuga
Sombras en fuga (Shadows in Flight) es una novela de ciencia ficción escrita por Orson Scott Card. Cuando fue publicada en 2012, se convirtió en la décima novela de la Saga de Ender. La historia continúa después del cuarto libro de la "Saga de la Sombra", La sombra del gigante. Sombras en fuga narra la historia de Bean y sus hijos después de descubrir un arca antigua  de los Insectores durante su viaje en el espacio. Un capítulo de muestra se publicó el 28 de noviembre de 2011. La versión en rústica se publicó el 17 de enero de 2012, mientras que la versión de libro de bolsillo salió a la venta el 29 de enero de 2013.

## Argumento
En el año 2210, la nave espacial Herodotus dejó la Tierra. A bordo estaban Julian "Bean" Delphiki y sus tres hijos pequeños: Ender, Carlotta, y Cincinnatus. Todos padecen una alteración genética llamada "llave de Anton". Esta alteración genética, que Bean transmitió a sus hijos, les brinda una inteligencia extraordinaria pero también hace que sus cuerpos crezcan incontrolablemente, lo cual hace que su expectativa de vida sea de 20 años. Subjetivamente, ellos han estado volando a una velocidad cercana a la de la luz por cinco años, pero debido a los efectos de la relatividad han pasado 421 años en la Tierra y ellos se encuentran en el año 2631. Cuando la familia partió, científicos estaban tratando de encontrar una cura para su gigantismo de manera que no disminuyera su inteligencia. Varias generaciones han aparecido y abandonado el mundo, ellos son olvidados. Su madre y sus hijos "normales" murieron siglos atrás, mientras que ellos aún viajaban. Los hijos de Bean sólo tienen 6 años relativos. La vida de Bean se ha extendido gracias a la baja gravedad que existe a bordo del Herodotus, lo cual permite a su corazón seguir latiendo a pesar de su tamaño gigantesco, de 4.5 metros de altura. Bean debe permanecer recostado en el compartimento de carga. Él controla y observa todo a bordo de la nave a través de su terminal holográfico, escuchando a menudo conversaciones secretas que tienen sus hijos cuando creen que el gigante no los escucha. Bean y Ender continúan estudiando su condición genética con la esperanza de encontrar una cura.
En una de esas reuniones, el niño con mayor inteligencia militar, Cincinnatus (apodado "Sargento"), intenta persuadir a sus hermanos de asesinar a su padre, argumentando que utiliza demasiados recursos de la nave. La sensible Carlotta (cuya especialidad es la ingeniería) no está dispuesta a tomar una postura, pero Ender (un biólogo experto) golpea a Cincinnatus y le rompe la nariz por proponer semejante idea, poniendo fin así al dominio de Cincinnatus sobre su familia. Ender y Carlotta le dicen a Bean los planes de su hermano y Bean les recuerda que ellos poseen la misma inteligencia. Cincinnatus ha estado examinando posibles amenazas donde no hay ninguna, porque cree que su padre quiere pasarle el rol del soldado a él. Así que estudia los vídeos de las guerras pasadas contra los Insectores y aprende la estrategia de su padre mientras se entrena en armas. Mientras tanto, Ender sigue estudiando genética y revisa los avances que la raza humana ha hecho en esos 421 años. Carlotta, quien siente que no aporta demasiado, ayuda a sus hermanos a cuidar la nave y darle mantenimiento.
Después del descubrimiento de que su enfermedad no puede ser curada, Carlotta se da cuenta de la existencia de una nave espacial orbitando alrededor de un planeta no explorado en la zona de los "Goldilocks". Bean y sus hijos examinan qué es lo que deben hacer. Si alteran su trayectoria, ellos deben ir más lento para girar, lo cual podría matar a Bean con el aumento de la gravedad. Sin embargo, ellos no pueden anticipar de quién o qué es la extraña nave espacial; puede atacarlos o puede ser perjudicial para la supervivencia y progresión de la raza humana. Esta hipótesis se hace más creíble cuando Cincinnatus deduce que es el "arca Insectora" de una colonia que lleva siglos volando. 
Bean envía a Cincinnatus solo para investigar la nave, y él escapa de un ataque hecho por un grupo pequeño de animales Insectores que ellos llaman "rabs". Después de ese encuentro inicial, Bean revela el plan completo a sus hijos. Ellos deben encontrar quién está dirigiendo la nave e intentar terraformar el planeta que orbita. Fue la intención de Bean desde el inicio el que sus hijos vivan en ese planeta y esparzan su nueva especie. Armado con sus armas y un spray con sedante diseñado por Ender, Cincinnatus lidera la defensa mientras Carlotta está al frente de un grupo de ataque que está en contacto con Bean en todo momento. El spray funciona y ellos encuentran rápidamente la cámara de la Reina de los Insectores. La encuentran muerta con sus trabajadores. Eventualmente, encuentran Insectores vivos dentro de una cabina de pilotaje. 
En un intento por comunicarse, Ender se acerca a ellos lentamente en gravedad cero. Los drones macho se acercan y se logran comunicar con Ender por imágenes mentales. El grupo aprende que el arca fue enviada mucho antes de que Ender Wiggin, protagonista de la  Saga de Ender, eliminara casi por completo a los Insectores. Después de que la Reina de su nave falleció, murieron los trabajadores sin su ayuda, mientras que los restantes trataban de sobrevivir y mantener la nave en órbita luchando contra los "rabs". El grupo de drones macho les dice a los hijos de Bean que si logran deshacerse de los "rabs", ellos les ayudarán a establecerse en el planeta. Cuando Bean se entera, gracias a los drones, de que Ender Wiggin lleva consigo un capullo de Reina en búsqueda de un hogar, y que los Insectores tienen mente propia (contrariamente a lo que se sabía de ellos), pide hablar con los Insectores para advertir a Ender, aunque tenga que arriesgar su vida en el intento. 
Bean arriesga su vida al anexar su nave a la de los Insectores. Recostado en pasto y bajo un cielo artificial, Bean pasa tres días con los machos Insectores. Aunque los Insectores creen que es ridículo pensar que la Reina podría ocultarles algo, Bean se da cuenta de que los trabajadores podrían rebelarse contra la Reina y ganar su libre albedrío. Después de que Bean se duerme por un rato, sus hijos le despiertan informándole que mientras Ender estudiaba la manera en que la Reina reprimía a sus trabajadores, encontró un virus que al desarrollarlo podría curar su enfermedad, dejando su inteligencia intacta. 
Con una esperanza renovada en el futuro, Bean admira la belleza a su alrededor y recuerda a todos aquellos a quienes amó y que lo amaron. Con la ayuda de sus hijos, se pone de pie por primera vez en años y camina, respirando con trabajo, bajo la luz solar. Feliz por sus hijos y por su corta pero brillante vida, Bean se recuesta y muere en paz.

## E-book mejorado
El primero de marzo de 2012, una versión de "Sombras en fuga" en e-book salió al mercado con contenido adicional escrito por Orson Scott Card, específicamente acerca de Petra, la madre de Ender, Cincinnatus y Carlotta. El e-book mejorado fue adaptado por Jake Black. También existe contenido adicional escrito por Nick Greenwood en la versión electrónica.  